# Филип Цептер
Милан Јанковић (Велико Градиште, 23. новембар 1950), познатији као Филип Цептер, српски је предузетник.

## Биографија
По завршетку гимназије у Козарској Дубици, дипломирао је на Економском факултету у Београду. Имао је 29 година када је отишао у Беч ради усавршавања немачког језика, али је убрзо донео одлуку да остане у Аустрији. Године 1986. основао је властито предузеће под именом Цептер (Zepter - скиптар, жезло) која је убрзо постала синоним за добро посуђе. Успон и ширење делатности предузећа одвијали су се фантастичном брзином - од посуђа, медицинских апарата и апарата за домаћинство, козметике до луксузних производа. Цептер је данас присутан на свим континентима, у више од 40 земаља, и има више од 140.000 запослених. Вредност компаније којом управља Филип Цептер процењује се на 9 милијарди долара.
Носилац је високог признања Витез рада, за допринос индустријском прогресу Италије. Једно небеско тело носи његово име. Патријарх московски и целе Русије Алексије II одао му је лично признање и захвалност, a папа Јован Павле II благословио је производе компаније Цептер. Поред хуманитарних активности, подршке младим талентима и развоју културе у отаџбини, познат је и као велики пријатељ спорта. Спонзор је највећих спортских манифестација у свету. Бивши је председник Олимпијског комитета СЦГ. Ту функцију је обављао у краћем временском периоду 2005. године.
Ожењен је Мадленом која је 1999. године основала прву приватну оперу Мадленианум у Земуну и која је добротвор бројних културних и хуманитарних акција. Са кћерком Емом живе у Монаку и Београду.
Године 2011. Филип и Мадлена Цептер су сматрани најбогатијим Србима у дијаспори. Према подацима за 2016. годину његово богатство је процењено на пет милијарди долара.